# Rusheri
Rusheri är ett vattendrag i Burundi.   Det ligger i provinsen Karuzi, i den centrala delen av landet, 90 kilometer öster om huvudstaden Bujumbura.
Omgivningarna runt Rusheri är en mosaik av jordbruksmark och naturlig växtlighet. Runt Rusheri är det tätbefolkat, med 459 invånare per kvadratkilometer.